# Střechatka obecná
Střechatka obecná (Sialis lutaria) je druh hmyzu z řádu střechatek.

## Popis
Střechatka obecná má černé tělo dlouhé 25 mm. Křídla s rozpětím 19-38 mm má průhledná a začoudlá s černou žilnatinou. Drží je střechovitě složené nad tělem. Na hlavě má černé oči a dlouhá nitkovitá tykadla. Od ostatních druhů v Česku se dá rozeznat žilnatinou na křídlech a tvarem zadečku.

## Způsob života
Žije v blízkosti stojatých vod. Sedí často na březích, na slunných místech, na vegetaci a kamenech. Dospělou střechatku lze vidět od dubna do června. Larvy žijí v bahně ve vodě a vyvíjí se 2 roky.

## Výskyt
Vyskytuje se v Evropě a na Sibiři. V Česku je běžný druh.